# Semiothisa arhoparia
Semiothisa arhoparia är en fjärilsart som beskrevs av Swinhoe 1904. Semiothisa arhoparia ingår i släktet Semiothisa och familjen mätare. Inga underarter finns listade i Catalogue of Life.